# Xukavka
Xukavka (en rus: Шукавка) és un poble (un possiólok) de l'óblast de Vorónej, a Rússia, segons el cens del 2010 tenia 593 habitants.